# Steve Smith (amerikansk fodboldspiller)
 For alternative betydninger, se Steve Smith. (Se også artikler, som begynder med Steve Smith)
Stevonne L. Smith (født 12. maj 1979 i Lynwood, Californien) er en wide receiver for NFL-holdet Baltimore Ravens.

## College karriere
Smith gik på Santa Monica College, men efter to år skiftede han til University of Utah.

## NFL karriere
Smith blev valgt af Carolina Panthers i NFL Draften i 2001. Han brugte det meste af sin første sæson som kick returner og punt returner, men erobrede i hans anden sæson en fast plads i startopstillingen. I 2014 skiftede han til Baltimore Ravens.
I alt er han blevet valgt til Pro Bowl to gange, i 2002 og 2005.